# Похутукава
Похутукава, или Метросидерос войлочный (Metrosideros excelsa, syn. Metrosideros tomentosa) — новозеландский вид деревьев из рода Metrosideros (Метросидерос).

## Название
Название «похутукава» имеет маорийское происхождение. Англоязычное население называет растение New Zealand Christmas Tree («Новозеландское Рождественское дерево»), а также «Железное дерево».
Иногда в литературе встречается научное название вида Metrosideros excelsus (то есть название рода считают мужского рода).

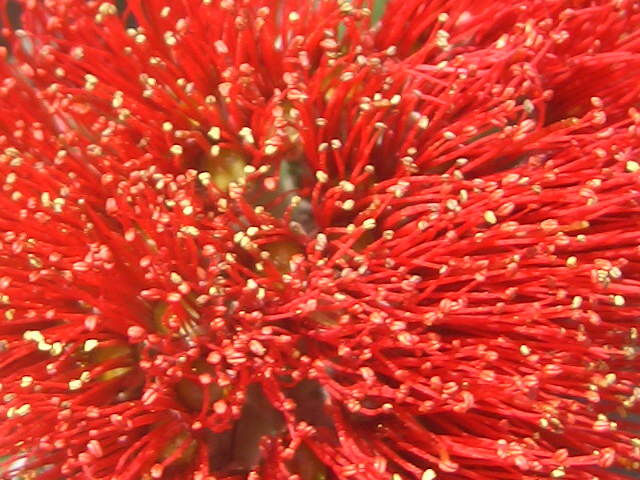
Длинные тычинки на цветках похутукава

## Описание
Похутукава — вечнозелёные деревья высотой до 15 м, с большой округлой кроной. В молодом возрасте растут как кустарники с плотными ветвями, массивный основной ствол развивается позже.
Отдельно стоящие деревья зачастую имеют воздушные корни, прочнее удерживающие огромную крону. Растение может выживать на самых продуваемых участках.
Листья сверху тёмно-зелёные, матовые, снизу — серые, шерстистые.
В конце декабря, во время Рождества, наступает массовое цветение похутукава. При этом вся крона покрывается ярко-красно-бордовыми бархатистыми цветками (имеются также сорта с жёлтыми цветками).
|  |  |  |  |

## Распространение
Похутукава встречается в основном на Северном острове Новой Зеландии. Чаще вблизи побережья. Растёт как отдельными деревьями, так и целыми лесами.

## Угрозы
Популяции похутукава в Новой Зеландии больше всего угрожает небольшой прожорливый зверёк поссум, завезённый из Австралии из-за красивого меха. Поссумы пожирают листву и ослабляют деревья, подкапывая корни.

## Использование
Похутукава выращивается как декоративное в Новой Зеландии, Южной Африке и Австралии. Кроме того, растение было завезёно на побережье Калифорнии, где стало очень популярным из-за своей декоративности. В некоторых районах ЮАР растение считается инвазивным.

## Мифология
В мифологии маори с похутукава связано большое количество легенд. Например, старый похутукава на мысе Реинга является входом для Духов Мёртвых по пути на их Родину Hawaiki.
|  |  |  |  |